# Stigmatized...
Albums de Channel Zero
Channel Zero
(1992) Unsafe
(1994)
Stigmatized... est le deuxième album du groupe de heavy metal belge Channel Zero sorti en 1993.

## L'album
Tous les titres de l'album ont été composés par les membres du groupe.
Il s'agit du dernier album pour le label allemand Shark Records.
Stigmatized... a été mixé par Vinnie Paul, batteur de Pantera. C'est le seul album avec Peter Ivens, ainsi que le dernier dans une formule à cinq musiciens.

## Les musiciens
- Franky "DSVD" De Smet Van Damme : voix
- Xavier Carion : guitare
- Peter Iterbeke : guitare
- Tino De Martino : basse
- Phil Baheux : batterie

## Les titres
1. Chrome Dome - 6 min 53 s
2. Repetition - 4 min 03 s
3. Stigmatized For Life - 6 min 05 s
4. America - 5 min 18 s
5. Play a Little - 4 min 12 s
6. Gold - 4 min 08 s
7. Testimony - 4 min 11 s
8. Unleash the Dog - 3 min 24 s
9. Big Now - 4 min 33 s
10. Last Gasp - 4 min 10 s

## Informations sur le contenu de l'album
Last Gasp est dédié à Keaton.